# (1099) Figneria
(1099) Figneria – planetoida z pasa głównego asteroid okrążająca Słońce w ciągu 5 lat i 258 dni w średniej odległości 3,19 au. Została odkryta 13 września 1928 roku w Obserwatorium Simejiz na górze Koszka na Półwyspie Krymskim przez Grigorija Nieujmina. Nazwa planetoidy pochodzi od Wiery Figner, rosyjskiej rewolucjonistki. Przed nadaniem nazwy planetoida nosiła oznaczenie tymczasowe (1099) 1928 RQ.